# Ivan Tkačenko
Ivan Leonidovič Tkačenko (in russo Иван Леонидович Ткаченко?, traslitterazione anglosassone Ivan Leonidovich Tkachenko; Jaroslavl', 9 novembre 1979 – Jaroslavl', 7 settembre 2011) è stato un hockeista su ghiaccio russo, scomparso nell'incidente aereo che ha coinvolto la Lokomotiv Jaroslavl', squadra della Kontinental Hockey League.